# CFBDSIR 2149-0403
CFBDSIR 2149-0403 (designazione completa CFBDSIR J214947.2-040308.9) è un corpo celeste avente (con una probabilità dell'87%) una massa compresa tra 4 e 7 MJ, cosa questa che ne permetterebbe la classificazione come gigante gassoso anziché come sub-nana bruna, ed un probabile pianeta interstellare, verosimilmente facente parte dell'Associazione di AB Doradus, come risulta sia dalla sua posizione che dal suo moto proprio.

## Scoperta
CFBDSIR 2149-0403 è stato scoperto dal Canada-France Brown Dwarfs Survey, un programma di mappatura del cielo nel vicino infrarosso per la ricerca di nane brune, e confermato grazie ai dati del Wide-field Infrared Survey Explorer.

## Distanza
Alla data della sua scoperta, novembre 2012, questo pianeta interstellare risulta essere il più vicino al 
sistema solare. La distanza stimata dalla Terra risulta essere compresa tra i 25 ed i 50 parsec, valore che, se come si presume l'oggetto appartiene all'Associazione di AB Doradus, può essere fissato a circa 40 parsec (130 anni luce).

## Età
L'età di CFBDSIR 2149-0403 è stata stimata tra i 20 ed i 200 milioni di anni, valore che può essere ulteriormente limitato a 50-120 milioni di anni nel caso in cui l'oggetto appartenga all'Associazione di AB Doradus.

## Atmosfera
Osservazioni spettroscopiche indicano la presenza di metano ed acqua allo stato gassoso.